# دائرة ألاسكا للصحة والخدمات الاجتماعية
دائرة الاسكا للصحة والخدمات الاجتماعية هي وكالة حكومية تابعة لولاية الاسكا ويقع مقرها في جنوى.

## الأقسام
قسم الاسكا للأحداث القضائية.

## روابط خارجية
دائرة الاسكا للصحة والخدمات الاجتماعية.